# Vallnord

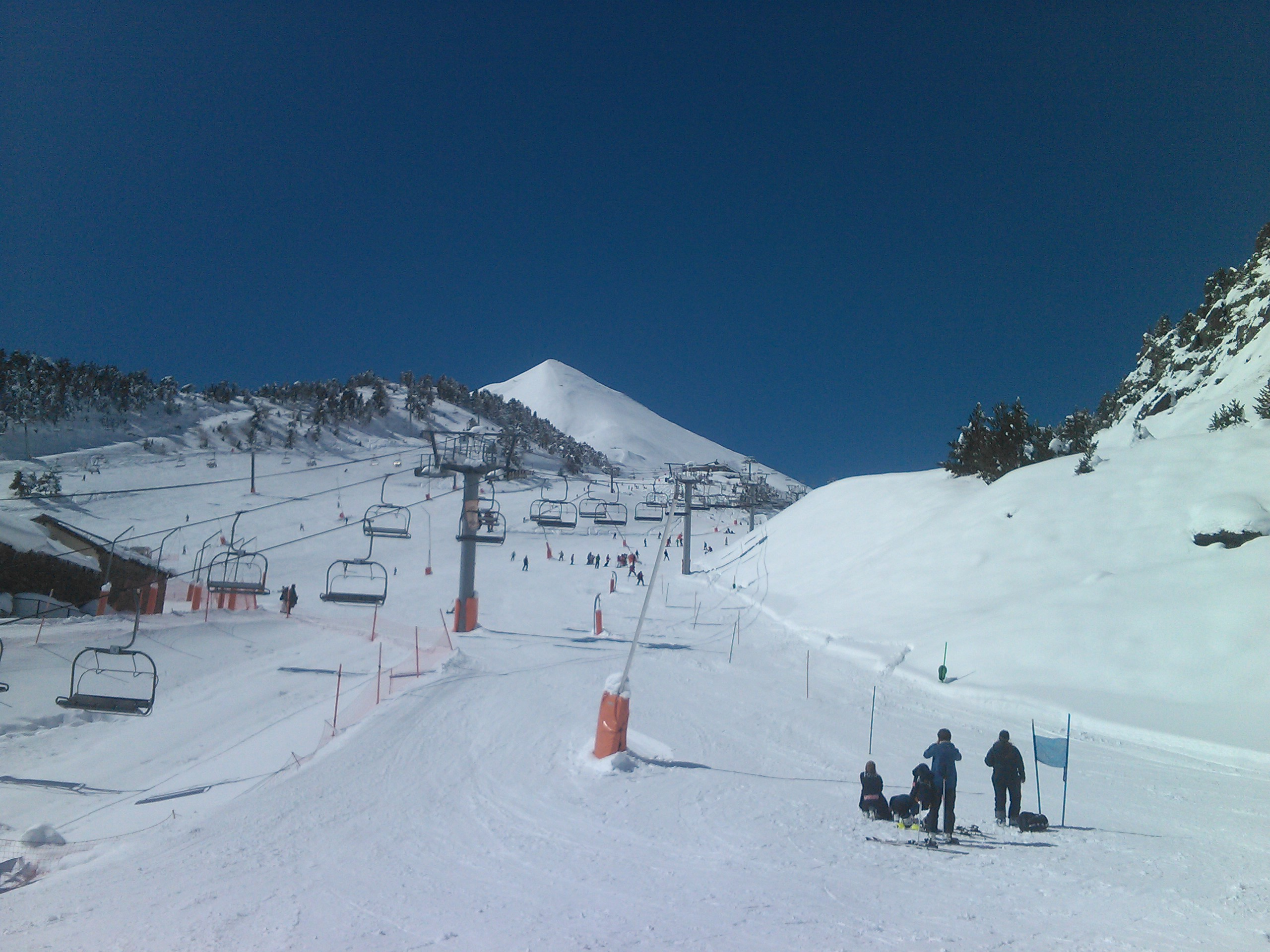
Vallnord - Secteur Arinsal

Vallnord est un ancien domaine skiable de la principauté d'Andorre, dans le massif des Pyrénées, créé en 2004. Il regroupe les stations de ski de Pal Arinsal et Ordino Arcalís jusqu'en 2018, date à laquelle cette dernière rejoint le domaine Grandvalira Resorts.

## Histoire
En 1973 est créé le domaine d'Arinsal par Josep Serra, mais ce dernier doit le céder au comu de La Massana pour des raisons financières. En 1983, une initiative publique fait naitre le domaine de Pal et celui d'Ordino Arcalís. Josep Serra est alors le premier à faire de la publicité pour sa station, ce qui attire les écoles et surtout des touristes anglais.
Entre 2004 et 2018, il est le deuxième plus grand domaine de la principauté (derrière Grandvalira), et est composé de deux stations : 
- Pal Arinsal, de la paroisse de La Massana (villages de Pal et Arinsal);
- Ordino Arcalís, de la paroisse d'Ordino.

En 2018, la station Ordino Arcalís est rattaché au domaine Grandvalira Resorts; la station de Pal Arinsal l'imite en 2022.

## VTT
Vallnord est aussi un bike park très important, où s'est déroulé de nombreuses étapes de la Coupe du monde de VTT et notamment de VTT cross-country et descente depuis 2008. La station a également organisé les championnats du monde de VTT et de trial en Septembre 2015.

## Cyclisme sur route
La station a été l'arrivée de plusieurs étapes du Tour de Catalogne en début de saison de même que d'une étape de la vuelta. 

### Vuelta
| Édition | N°        | Étape                                                 | Coureur en tête |
| ------- | --------- | ----------------------------------------------------- | --------------- |
| 2010    | 11e étape | Vilanova i la Geltrú - Andorra (Vallnord/secteur Pal) | Igor Antón      |

### Tour de Catalogne
| Édition | N°       | Étape                                | Coureur en tête                                    |
| ------- | -------- | ------------------------------------ | -------------------------------------------------- |
| 2005    | 5e étape | Sornàs - Pal Arinsal                 | Íñigo Cuesta                                       |
| 2006    | 4e étape | Perafort - Vallnord (Sector Arcalís) | Carlos Castaño Panadero                            |
| 2007    | 4e étape | Tàrrega - Vallnord Arinsal           | Óscar Sevilla                                      |
| 2007    | 5e étape | Sornàs - Vallnord Arcalís            | Denis Menchov                                      |
| 2009    | 3e étape | La Pobla de Lillet - Vallnord Pal    | Julián Sánchez Pimienta                            |
| 2011    | 3e étape | La Vall d'en Bas - Andorra Vallnord  | Michele Scarponi (déclassement d’Alberto Contador) |